# Славніковиці (Нижньосілезьке воєводство)
Славніковиці (пол. Sławnikowice, нім. Kieslingswalde) — село в Польщі, у гміні Зґожелець Зґожелецького повіту Нижньосілезького воєводства.
Населення — 340 осіб (2011).
У 1975-1998 роках село належало до Єленьоґурського воєводства.

## Демографія
Демографічна структура станом на 31 березня 2011 року:
|          | Загалом | Допрацездатний вік | Працездатний вік | Постпрацездатний вік |
| -------- | ------- | ------------------ | ---------------- | -------------------- |
| Чоловіки | 176     | 40                 | 128              | 8                    |
| Жінки    | 164     | 35                 | 91               | 38                   |
| Разом    | 340     | 75                 | 219              | 46                   |